# Constante d'Euler-Mascheroni
Pour les articles homonymes, voir Nombre d'Euler et Mascheroni (homonymie).
 (octobre 2017).
En mathématiques, la constante d'Euler-Mascheroni ou constante d'Euler, est une constante mathématique définie comme la limite de la différence entre la série harmonique et le logarithme népérien. On la note usuellement {\displaystyle \gamma } (gamma minuscule).

## Définition
La constante d'Euler-Mascheroni γ est définie de la manière suivante :
De façon condensée, on obtient :
La constante peut également être définie sous la forme explicite d'une série (telle qu'elle fut d'ailleurs introduite par Euler) :
La série harmonique diverge, tout comme la suite de terme général ln(n) ; l'existence de cette constante indique que les deux expressions sont asymptotiquement liées.

## Valeur approchée et propriétés
Les 10 premières décimales de la constante d'Euler-Mascheroni (suite A001620 de l'OEIS) sont : γ ≈ 0,5772156649.
Le calcul au moyen de la suite {\displaystyle \sum _{k=1}^{n}{\frac {1}{k}}-\ln(n)} est extrêmement lent et imprécis. Il présente néanmoins un intérêt pédagogique pour se sensibiliser aux problèmes de propagation d'erreurs d'arrondi. En simple précision, pour 100 000 termes, en sommant dans l'ordre naturel, il y a une erreur sur la 4e décimale, erreur beaucoup plus faible si la somme est effectuée dans l'ordre inverse (du plus petit au plus grand), ou si on utilise l'algorithme de Kahan (voir somme (algorithmique)). Pour un million de termes, l'erreur atteint la 2e décimale dans le sens naturel, et la 4e décimale dans le sens inverse ; par contre, par la méthode de Kahan, on a atteint les 6 décimales exactes.
Des méthodes plus efficaces doivent être mises en œuvre pour obtenir une précision suffisante. Par exemple, l'utilisation de la formule d'Euler-Maclaurin permet d'obtenir des développements asymptotiques tels que :
{\displaystyle \gamma =\sum _{k=1}^{n}{\frac {1}{k}}-\ln(n)-{\frac {1}{2n}}+{\frac {1}{12n^{2}}}-{\frac {1}{120n^{4}}}+\dots }.
Cela permit à Euler d'obtenir 16 décimales de γ. Puis Lorenzo Mascheroni en proposa 32 en 1790, mais avec une erreur à partir de la 20e, erreur corrigée en 1809 par Johann Georg von Soldner. Donald Knuth donne 1 271 décimales en 1962, Thomas Papanikolaou donne un million de décimales en 1997, P. Dechimel et X. Gourdon en donnent cent millions deux ans plus tard. En 2020, le record vérifié semble être détenu par Seungmin Kim et Ian Cutress, avec plus de 600 milliards de décimales (600 000 000 100 pour être précis) en utilisant y-cruncher.
On ignore toujours si la constante d'Euler-Mascheroni est ou non un nombre rationnel. Cependant, l'analyse en fraction continue de la constante indique que si elle est rationnelle, le dénominateur de sa fraction irréductible possède plus de 242 080 chiffres (Havil 2003, p. 97).
En 2009, Alexander Aptekarev a prouvé qu'au moins l'une des deux constantes d'Euler–Mascheroni et d'Euler–Gompertz est irrationnelle. Ce résultat a été amélioré en 2012 par Tanguy Rivoal en prouvant qu'au moins l'une des deux est transcendante,.

## Formules diverses

### Séries
La constante d'Euler-Mascheroni est la somme de plusieurs séries:
{\displaystyle \gamma =\sum _{n=1}^{+\infty }(-1)^{n}{\frac {\left\lfloor \log _{2}(n)\right\rfloor }{n}}} (série de Vacca)
{\displaystyle =\sum _{n=1}^{+\infty }\sum _{p=0}^{+\infty }{\frac {(-1)^{p}}{2^{n}+p}}}
{\displaystyle ={\frac {1}{2}}+\sum _{n=2}^{+\infty }{\frac {1}{2^{n+1}}}\sum _{p=1}^{n-1}{\frac {1}{\binom {2^{n-p}+p}{p}}}} (série de Gosper)
{\displaystyle =\sum _{n=1}^{+\infty }\sum _{p=0}^{+\infty }{\frac {1}{2^{n+p+1}{\binom {2^{n}+p}{p}}}}}
{\displaystyle =2\sum _{n=1}^{+\infty }{\frac {\left\lfloor \log _{3}(n)\right\rfloor }{n}}\cos \left({\frac {2n\pi }{3}}\right)}
{\displaystyle =2\sum _{n=1}^{+\infty }\sum _{p=0}^{+\infty }{\frac {\cos \left({\frac {(p-1)\pi }{6}}\right)}{3^{n+{\frac {p+1}{2}}}{\binom {3^{n}+p}{p}}}}}

### Formules intégrales

Constante gamma (somme des aires des surfaces bleues) comme intégrale de 1/E(x) – 1/x de 1 à ∞.

Constante gamma comme intégrale de -ln(ln(1/x)) de 0 à 1.

La constante d'Euler-Mascheroni intervient dans plusieurs intégrales :
{\displaystyle \gamma =\int _{1}^{\infty }\left({1 \over E(x)}-{1 \over x}\right)\,{\rm {d}}x} (où E est la fonction partie entière)
{\displaystyle =1-\int _{1}^{\infty }\ {\frac {x-E(x)}{x^{2}}}\,{\rm {d}}x}
{\displaystyle =-\int _{0}^{1}{\ln \ln \left({\frac {1}{x}}\right)}\,{\rm {d}}x}
{\displaystyle =\int _{0}^{1}\left({\frac {1}{\ln(x)}}+{\frac {1}{1-x}}\right)\,{\rm {d}}x}
{\displaystyle =\int _{0}^{\infty }{\left({\frac {1}{1-\mathrm {e} ^{-x}}}-{\frac {1}{x}}\right)\mathrm {e} ^{-x}}\,{\rm {d}}x}
{\displaystyle =\int _{0}^{\infty }{{\frac {1}{x}}\left({\frac {1}{1+x}}-\mathrm {e} ^{-x}\right)}\,{\rm {d}}x}.
Il est possible (Sondow 2003, Sondow 2005) d'exprimer γ sous forme d'une intégrale double (avec ici la série équivalente) :
{\displaystyle \gamma =\int _{0}^{1}\int _{0}^{1}{\frac {x-1}{(1-x\,y)\ln(x\,y)}}\,{\rm {d}}x\,{\rm {d}}y=\sum _{n=1}^{\infty }\left({\frac {1}{n}}-\ln \left({\frac {n+1}{n}}\right)\right)}.
Une autre constante s'exprime de façon analogue (Sondow 2005) :
{\displaystyle \ln \left({\frac {4}{\pi }}\right)=\int _{0}^{1}\int _{0}^{1}{\frac {x-1}{(1+x\,y)\ln(x\,y)}}\,{\rm {d}}x\,{\rm {d}}y=\sum _{n=1}^{\infty }(-1)^{n-1}\left({\frac {1}{n}}-\ln \left({\frac {n+1}{n}}\right)\right)}.
Ces deux constantes sont également liées par deux séries (Sondow 2010) :
{\displaystyle \gamma =\sum _{n=1}^{\infty }{\frac {N_{1}(n)+N_{0}(n)}{2n(2n+1)}}}
{\displaystyle \ln \left({\frac {4}{\pi }}\right)=\sum _{n=1}^{\infty }{\frac {N_{1}(n)-N_{0}(n)}{2n(2n+1)}}}
où N1(n) et N0(n) sont le nombre de 1 et de 0 dans l'écriture de n en base 2.
On trouvera d'autres expressions non classiques de la constante d'Euler dans l'article « Mesure secondaire ».

### Formules en relation avec certaines fonctions analytiques
La constante d'Euler-Mascheroni possède des liens avec d'autres fonctions analytiques particulières :
- Fonction gamma :
  - {\displaystyle \Gamma (z)=\int _{0}^{\infty }\mathrm {e} ^{-t}t^{z-1}\,{\rm {d}}t={\frac {\mathrm {e} ^{-\gamma z}}{z}}\prod _{n=1}^{\infty }{\frac {n\mathrm {e} ^{z/n}}{n+z}}},
  - {\displaystyle \Gamma (x)={\frac {1}{x}}-\gamma +o(1)} quand x tend vers 0,
  - {\displaystyle \Gamma '(1)=\int _{0}^{\infty }{\mathrm {e} ^{-x}\ln x}\,{\rm {d}}x=-\gamma },
  - {\displaystyle \Gamma ''(1)=\int _{0}^{\infty }{\mathrm {e} ^{-x}(\ln(x))^{2}}\,{\rm {d}}x=\gamma ^{2}+{\frac {\pi ^{2}}{6}}},
  - {\displaystyle \Gamma '(1/2)=4\int _{0}^{\infty }{\mathrm {e} ^{-x^{2}}\ln(x)}\,{\rm {d}}x=-(\gamma +2\ln 2){\sqrt {\pi }}} ;
- Fonction exponentielle intégrale :
  - {\displaystyle E_{1}(z)=\int _{z}^{\infty }{\mathrm {e} ^{-t} \over t}\,{\rm {d}}t=\int _{1}^{\infty }{\mathrm {e} ^{-zt} \over t}\,{\rm {d}}t=\mathrm {e} ^{-z}\int _{0}^{\infty }{\mathrm {e} ^{-zt} \over {1+t}}\,{\rm {d}}t}
{\displaystyle ={\mathrm {e} ^{-z} \over z}\int _{0}^{\infty }{\mathrm {e} ^{-t} \over {1+t/z}}\,{\rm {d}}t=-\ln z-\gamma +\sum _{n=1}^{\infty }{(-1)^{n-1}z^{n} \over n\cdot n!}};
- Fonction logarithme intégral :
  - {\displaystyle {\rm {pour}}\;x>1,\ \mathrm {li} (x)=\gamma +\ln(\ln(x))+\sum _{n=1}^{\infty }{\frac {\ln(x)^{n}}{n\cdot n!}}} ;
- Fonction cosinus intégral :
  - {\displaystyle \forall x>0,\ \mathrm {Ci} (x)=\gamma +\ln(x)+\sum _{n=1}^{+\infty }(-1)^{n}{\frac {x^{2n}}{(2n)!(2n)}}} ;
- Fonction psi :
  - {\displaystyle \psi (z)={\Gamma '(z) \over \Gamma (z)}=-\gamma -{1 \over z}+\sum _{n=1}^{\infty }{1 \over n}-{1 \over n+z}},
en particulier, {\displaystyle \psi (1)=\Gamma '(1)=-\gamma } et {\displaystyle \sum _{k=1}^{n}{1 \over k}=\psi (n+1)+\gamma } ;
- Fonction zêta de Riemann :
  - {\displaystyle \zeta (1+x)={\frac {1}{x}}+\gamma +o(1)} quand x tend vers 0,
  - {\displaystyle \sum _{n=2}^{\infty }{\frac {1}{n}}(\zeta (n)-1)=1-\gamma },
  - {\displaystyle \sum _{n=1}^{\infty }{\frac {1}{(2n+1)2^{2n}}}(\zeta (2n+1)-1)=1-\gamma -\ln {\frac {3}{2}}},
  - {\displaystyle \sum _{n=2}^{\infty }{\frac {(-1)^{n}}{n}}\zeta (n)=\gamma }.

### Formules en relation avec certaines fonctions arithmétiques
Dans ce paragraphe, p désigne un nombre premier.
- {\displaystyle \lim _{n\to \infty }{\frac {1}{\ln(n)}}\prod _{p\leq n}\left(1-{\frac {1}{p}}\right)^{-1}=\mathrm {e} ^{\gamma }} (théorème de Mertens).
- {\displaystyle \lim _{n\to \infty }{\frac {1}{\ln(n)}}\prod _{p\leq n}\left(1+{\frac {1}{p}}\right)={\frac {6\mathrm {e} ^{\gamma }}{\pi ^{2}}}}.
- Soit {\displaystyle \Lambda } la fonction de von Mangoldt, définie sur les entiers par {\displaystyle \Lambda (n)=\ln(p)} si n est une puissance du nombre premier p et {\displaystyle \Lambda (n)=0} sinon. Alors {\displaystyle \sum _{n=2}^{\infty }{\frac {\Lambda (n)-1}{n}}=-2\gamma }.
- Soit {\displaystyle d(n)} le nombre de diviseurs de n (y compris 1 et n lui-même). Alors {\displaystyle {\frac {1}{n}}\sum _{k=1}^{n}d(k)=\ln(n)+2\gamma -1+O\left({\frac {1}{\sqrt {n}}}\right)} quand n tend vers l'infini[5].
- Soit {\displaystyle \sigma (n)} la somme des diviseurs de l'entier n. Alors {\displaystyle \limsup {\frac {\sigma (n)}{n\ln(\ln(n))}}=\mathrm {e} ^{\gamma }}, où lim sup désigne la limite supérieure de la suite[5].
- Soit {\displaystyle \varphi } la fonction indicatrice d'Euler. Alors {\displaystyle \liminf {\frac {\varphi (n)\ln(\ln(n))}{n}}=\mathrm {e} ^{-\gamma }}, où lim inf désigne la limite inférieure de la suite[5].

## Généralisation
Il est possible de généraliser le sujet en définissant les constantes suivantes, appelées constantes de Stieltjes :
{\displaystyle \gamma (m)=\lim _{n\to \infty }\left(\sum _{k=1}^{n}{\frac {(\ln k)^{m}}{k}}-{\frac {(\ln n)^{m+1}}{m+1}}\right)}.
On constate que {\displaystyle \gamma (0)=\gamma }, la constante d'Euler.